# Ясен Петров
Ясен Петров (болг. Ясен Петров, нар. 23 червня 1968, Пловдив) — болгарський футболіст, що грав на позиції півзахисника. По завершенні ігрової кар'єри — тренер. З 2021 по 2022 роки очолював тренерський штаб національної збірної Болгарії.
Виступав, зокрема, за клуби «Ботев» (Пловдив), «Левскі» та «Локомотив» (Софія), а також національну збірну Болгарії.

## Клубна кар'єра
У дорослому футболі дебютував 1988 року виступами за команду «Ботев» (Пловдив), в якій провів три сезони, взявши участь у 39 матчах чемпіонату, ставши з командою фіналістом Кубка Радянської Армії (1990).
Протягом першої половини 1991 року захищав кольори клубу «Пирин» (Гоце Делчев), а у сезоні 1991/92 виступав за «Левскі» з Софії, вигравши з командою Кубок Болгарії.
Протягом 1992—1994 років знову захищав кольори клубу «Ботев» (Пловдив), а 1994 року уклав контракт з клубом «Локомотив» (Софія), у складі якого провів наступні три роки своєї кар'єри гравця. Граючи у складі софійського «Локомотива» також здебільшого виходив на поле в основному складі команди і в 1995 році виграв ще один Кубок Болгарії.
З 1997 року виступав за китайські клуби «Ухань Яці» та «Цзянсу Сайнті», після чого повернувся у «Локомотив» (Софія).
У сезоні 1999/00 грав за кіпрський «Алкі» та болгарську «Славію» (Софія), після чого перебрався до Німеччини і виступав за «Меппен» та «Теніс Боруссія».
Завершив ігрову кар'єру у китайській команді «Ченду Уню», за яку виступав протягом 2001 року. Загалом за кар'єру провів 231 гри та забив 50 голів у вищому болгарському дивізіоні. За «Левскі» він провів 27 матчів і забив 1 гол у національному кубку і 2 матчі з 1 голом у Кубку володарів кубків, за «Локомотив» провів 6 матчів і 2 голи в єврокубках (3 матчі і 1 гол у Кубку кубків і 3 матчі та 1 гол у Кубку УЄФА), а за «Ботев» зіграв 2 матчі та 1 гол у Кубку УЄФА.

## Виступи за збірну
10 січня 1993 року дебютував в офіційних матчах у складі національної збірної Болгарії в товариській грі проти Тунісу (0:3), вийшовши в основному складі і в перерві був замінений на Кирила Меткова. 
Згодом у лютому Петров зіграв ще у двох товариських матчах проти ОАЕ, після чого за збірну не грав.

## Кар'єра тренера
Розпочав тренерську кар'єру невдовзі по завершенні кар'єри гравця, 2002 року, очоливши тренерський штаб клубу «Локомотив» (Софія), з яким закінчив сезон на 10-му (2002/03) та 9-му (2003/04) місцях.
Згодом очолював команди «Ботев» (Пловдив), «Черно море», «Нефтохімік», «Локомотив» (Пловдив).
20 травня 2010 року став головним тренером команди «Левскі» з Софії. Здобув популярність після перемоги в болгарському дербі. Після серії відбіркових матчів проти «Дандолкп», «Кальмара» і АІКа «Левскі» вийшов до групового етапу Ліги Європи 2010/11. У підсумку клуб потрапив в групу C, де зустрівся з «Гентом», «Ліллем » і «Спортінгом». Після закінчення сезону «Левскі» посів друге місце, а Петров був звільнений з посади, тим не менш залишився у клубі, працюючи скаутом, директором академії, а 2012 року недовго був в.о. головного тренера.
Згодом протягом 2012—2012 років очолював тренерський штаб клубу «Левскі».
У 2013 році очолив китайський клуб «Шицзячжуан Евер Брайт», який представляв другий дивізіон Китаю. У сезоні 2014 року посів друге місце і отримав путівку в елітний дивізіон, а згодом тренував інші китайські клуби «Бейцзін Ентерпрайзес» та «Хенань Цзяньє».
У січні 2021 року очолив тренерський штаб збірної Болгарії.

## Титули і досягнення
- Володар Кубка Болгарії (2):

«Левскі»: 1991/92
«Локомотив» (Софія): 1994/95
| Дата      | Місто | Господарі | Результат | Гості    | Турнір           | Голи | Примітки |
| --------- | ----- | --------- | --------- | -------- | ---------------- | ---- | -------- |
| 10-1-1993 | Беджа | Туніс     | 3 – 0     | Болгарія | товариський матч | -    | 45'      |
| 18-2-1993 | Дубай | ОАЕ       | 1 – 0     | Болгарія | товариський матч | -    | 45'      |
| 20-2-1993 | Дубай | ОАЕ       | 1 – 3     | Болгарія | товариський матч | -    | 75'      |
| Усього    |       | Матчів    | 3         |          | Голів            | 0    |          |